# Saison 10 de Supernatural
Chronologie
Saison 9 Saison 11
Cet article présente les vingt-trois épisodes de la dixième saison de la série télévisée américaine Supernatural.

## Synopsis
Sam se lance à la recherche de Dean qui a disparu à la suite de sa transformation en démon par la Marque de Caïn. Sam sera de nouveau contraint d'emprunter des chemins sombres afin de retrouver et sauver son frère. Pendant ce temps, Castiel, dont la grâce s'épuise de jour en jour, devra tout faire afin de conserver la paix à la suite de la défaite de Metatron.

## Distribution

### Acteurs principaux
- Jared Padalecki (VF : Damien Boisseau) : Sam Winchester
- Jensen Ackles (VF : Fabrice Josso) : Dean Winchester
- Misha Collins (VF : Guillaume Orsat) : Castiel
- Mark Sheppard (VF : Fabien Jacquelin) : Crowley

### Acteurs récurrents et invités
- Ruth Connell (VF : Julie Dumas) : Rowena
- Travis Aaron Wade (VF : Philippe Vincent) : Cole Trenton
- Erica Carroll (VF : Gaëlle Savary) : Hannah
- Curtis Armstrong (VF : Jean-Claude Montalban) : Metatron
- Raquel Riskin : Dar (épisodes 1 et 3)
- Jud Tylor (VF : Nathalie Spitzer) : Adina (épisodes 1 et 3)
- Brit Sheridan (VF : Jessica Monceau) : Kate (épisode 4)
- Rob Benedict (VF : Fabien Jacquelin) : Chuck Shurley (épisode 5)
- Kim Rhodes (VF : Isabelle Ganz) : Jody Mills[1] (épisode 8)
- Briana Buckmaster (VF : Blanche Ravalec) : Donna Hanscum[1] (épisode 8)
- Kathryn Newton (VF : Jennifer Fauveau) : Claire Novak (épisodes 9, 10 et 20)
- Danielle Kremeniuk (VF : Jacqueline Tavernier) : Ingrid (épisode 10)
- Felicia Day (VF : Anne Rondeleux) : Charlie Bradbury (épisode 11, 18 et 21)
- Dylan Everett (en) (VF : Gabriel Bismuth-Bienaimé) : Jeune Dean Winchester (épisode 12)
- Timothy Omundson (VF : Bernard Métraux) : Cain (caméo épisode 12 ; épisode 14)
- Teryl Rothery (VF : Monique Nevers) : Olivette (épisode 16)
- Jim Beaver (VF : Jacques Bouanich) : Bobby Singer [2] (épisode 17)
- Ty Olsson (VF : Julien Kramer) : Benny Lafitte (épisode 19)
- Kavan Smith (VF : Éric Missoffe) : Cuthbert Sinclair (épisode 19)
- David Hoflin : Eldon Styne (épisodes 21 et 22)
- Julian Richings (VF : Vincent Violette) : La Mort (épisode 23)

### Créatures de la saison
- Anges
- Démons
- Loups-Garous
- Déesse Grecque
- Polymorphe
- Sorcières
- Vampires
- Le Magicien d'Oz
- Fantômes
- Vers Parasites
- Léviathan
- Frankensteins
- Cavalier de l'Apocalypse
- Les Ténèbres

## Production

### Développement
Le 13 février 2014, la série a été renouvelée pour une dixième saison.

### Casting
En mai 2014, Mark Sheppard a été confirmé pour reprendre son rôle de Crowley en tant qu'acteur principal lors de cette dixième saison.

### Diffusions
Aux États-Unis, la saison a été diffusée du 7 octobre 2014 au 20 mai 2015 sur The CW.
La diffusion francophone va se dérouler ainsi :
Au Québec, la saison est diffusée depuis le 25 aout 2015 sur Ztele. Mais à la suite d'un problème de diffusion, c'est l'épisode 3 qui a été diffusé à la place du premier épisode.
En France, la saison a été diffusée du 31 aout 2015 au 5 octobre 2015 sur Série Club et en clair du 19 novembre 2016 au 25 mars 2017 sur M6.

## Liste des épisodes

### Épisode 1:La Vie rêvée des anges
- États-Unis : 7 octobre 2014 sur The CW[8]
- France : 
  - 31 août 2015 sur Série Club[9]
  - 19 novembre 2016 sur M6
- Québec : 1er septembre 2015 sur Ztele [5]

- États-Unis : 2,48 millions de téléspectateurs[10] (première diffusion)

### Épisode 2:Accro à la mort
- États-Unis : 14 octobre 2014 sur The CW
- France : 
  - 31 aout 2015 sur Série Club[9]
  - 26 novembre 2016 sur M6
- Québec : 8 septembre 2015 sur Ztele

- États-Unis : 2,13 millions de téléspectateurs[11] (première diffusion)

Crowley a de plus en plus de mal à contrôler Dean. Il lui demande d'aller tuer une femme infidèle pour un contrat afin de l'occuper pour contenir ses tendances meurtrières. Sam parvient à s’échapper, mais Cole le traque en espérant retrouver son ennemi juré.

### Épisode 3:Traitement de choc
- États-Unis : 21 octobre 2014 sur The CW
- Québec : 25 août 2015 sur Ztele
- France : 
  - 31 aout 2015 sur Série Club[9]
  - 26 novembre 2016 sur M6

- États-Unis : 2,08 millions de téléspectateurs[13] (première diffusion)

- Jensen Ackles réalise pour la quatrième fois, un épisode de la série.

### Épisode 4:Lune de papier
- États-Unis : 28 octobre 2014 sur The CW
- France : 
  - 31 aout 2015 sur Série Club[9]
  - 3 décembre 2016 sur M6

- États-Unis : 1,93 million de téléspectateurs[14] (première diffusion)

- Brit Sheridan (Kate)

### Épisode 5:Fan fiction
- États-Unis : 11 novembre 2014 sur The CW
- France : 
  - 7 septembre 2015 sur Série Club[9]
  - 3 décembre 2016 sur M6

- États-Unis : 2,17 millions de téléspectateurs[15] (première diffusion)

- Katie Sarife (Marie)
- Rob Benedict (Chuck)

- Avec cet épisode, la série célèbre son 200e épisode. En référence, au début de l'épisode, Sam sort de la chambre d'hôtel portant le numéro 200. Il y a un cover de Kansas-Carry on my wayward son à la fin, et l'on revoit Chuck le prophète.

### Épisode 6:Secret d'Alcôve
- États-Unis : 18 novembre 2014 sur The CW
- France : 
  - 7 septembre 2015 sur Série Club[9]
  - 10 décembre 2016 sur M6

- États-Unis : 2,54 millions de téléspectateurs[16] (première diffusion)

- Cet épisode a été spécialement tourné à la manière du jeu Cluedo.
- Dean fait référence aux majordomes dans Tintin ainsi que dans Batman.

### Épisode 7:Rowena
- États-Unis : 25 novembre 2014 sur The CW
- France : 
  - 7 septembre 2015 sur Série Club[9]
  - 10 décembre 2016 sur M6

- États-Unis : 2,3 millions de téléspectateurs[17] (première diffusion)

Sam et Dean rencontrent un démon qui fuit Crowley. Avant qu'ils n'aient la chance de l'éliminer, Rowena apparaît et prend les choses en main.
Réalisant que Rowena recrute des partisans afin de leur enseigner l'art de la sorcellerie, Sam et Dean doivent préparer un plan afin de l'arrêter avant qu'elle ne provoque trop de dommages.
Pendant ce temps, Hannah tombe sur le mari de son hôte, ce qui complique les choses pour elle et pour Castiel.

### Épisode 8:Shérif, fais-moi peur
- États-Unis : 2 décembre 2014 sur The CW
- France : 
  - 7 septembre 2015 sur Série Club[9]
  - 17 décembre 2016 sur M6

- États-Unis : 2,33 millions de téléspectateurs[18] (première diffusion)

- Kim Rhodes (le shérif Jody Mills)
- Brianna Buckmaster (le shérif Donna Hanscum)

### Épisode 9:Au nom du père
- États-Unis : 9 décembre 2014 sur The CW
- France : 
  - 14 septembre 2015 sur Série Club[9]
  - 17 décembre 2016 sur M6

- États-Unis : 2,62 millions de téléspectateurs[19] (première diffusion)

- Kathryn Newton (Claire Novak)

Castiel retrouve Claire Novak, la fille de Jimmy, son hôte, dans un foyer, et elle réussit à le convaincre de la faire sortir. Après que l'adolescente lui a échappé, Castiel appelle Sam et Dean afin de leur demander de l'aide pour la retrouver avant qu'elle n'ait des problèmes. Pendant ce temps en enfer, Crowley fait face à son plus grand défi, indécis au sujet de sa mère.

### Épisode 10:Fergus
- États-Unis : 20 janvier 2015 sur The CW
- France : 
  - 14 septembre 2015 sur Série Club[9]
  - 31 décembre 2016 sur M6

- États-Unis : 2,42 millions de téléspectateurs[20] (première diffusion)

- Kathryn Newton (Claire Novak)

Alors que Sam et Dean sont toujours à la recherche d'un moyen de se débarrasser de la marque, Castiel a peut-être une idée : sortir Metatron de prison.
Pendant ce temps, Rowena, la mère de Crowley,  se joue de lui et fait en sorte de monter ses démons les plus fidèles contre lui.... 

### Épisode 11:Du côté Obscur
- États-Unis : 27 janvier 2015 sur The CW
- France : 
  - 14 septembre 2015 sur Série Club[9]
  - 31 décembre 2016 sur M6

- États-Unis : 2,06 millions de téléspectateurs[21] (première diffusion)

- Felicia Day (Charlie Bradbury)

### Épisode 12:La Fontaine de jouvence
- États-Unis : 3 février 2015 sur The CW
- France : 
  - 14 septembre 2015 sur Série Club[9]
  - 7 janvier 2017 sur M6

- États-Unis : 2,21 millions de téléspectateurs[22] (première diffusion)

- Dylan Everett (Jeune Dean)
- Madeleine Arthur (Jeune Tina)

Après ce qu'il a fait subir à Charlie, Dean est obsédé par la marque et essaye désespérément de trouver un moyen pour l'enlever. Pour le distraire, Sam lui propose une affaire dans laquelle un homme a subitement disparu sans laisser de trace.
Durant son investigation, Dean se fait capturer et se retrouve dans le corps qu'il avait lors de ses quatorze ans...

### Épisode 13:Meurtre par accident
- États-Unis : 10 février 2015 sur The CW
- France : 
  - 21 septembre 2015 sur Série Club[9]
  - 14 janvier 2017 sur M6

- États-Unis : 1,98 million de téléspectateurs[23] (première diffusion)

### Épisode 14:Le Chant du bourreau
- États-Unis : 17 février 2015 sur The CW
- France : 
  - 21 septembre 2015 sur Série Club[9]
  - 21 janvier 2017 sur M6

- États-Unis : 2,09 millions de téléspectateurs[24] (première diffusion)

### Épisode 15:Le Ver de Khan
- États-Unis : 18 mars 2015 sur The CW
- France : 
  - 21 septembre 2015 sur Série Club[9]
  - 28 janvier 2017 sur M6

- États-Unis : 1,728 million de téléspectateurs[25] (première diffusion)

### Épisode 16:Examen de conscience
- États-Unis : 25 mars 2015 sur The CW
- France : 
  - 21 septembre 2015 sur Série Club[9]
  - 4 février 2017 sur M6

- États-Unis : 1,699 million de téléspectateurs[26] (première diffusion)

### Épisode 17:L'Échappée belle
- États-Unis : 1er avril 2015 sur The CW
- France : 
  - 28 septembre 2015 sur Série Club[9]
  - 11 février 2017 sur M6

- États-Unis : 1,7 million de téléspectateurs[27] (première diffusion)

- Jim Beaver (Bobby Singer)

### Épisode 18:Le Livre des Damnés
- États-Unis : 15 avril 2015 sur The CW
- France : 
  - 28 septembre 2015 sur Série Club[9]
  - 18 février 2017 sur M6

- États-Unis : 1,757 million de téléspectateurs[28] (première diffusion)

### Épisode 19:La Boîte de Werther
- États-Unis : 22 avril 2015 sur The CW
- France : 
  - 28 septembre 2015 sur Série Club[9]
  - 25 février 2017 sur M6

- États-Unis : 1,633 million de téléspectateurs[29] (première diffusion)

- Ty Olsson (Benny)

### Épisode 20:Planète Claire
- États-Unis : 29 avril 2015 sur The CW
- France : 
  - 28 septembre 2015 sur Série Club[9]
  - 4 mars 2017 sur M6

- États-Unis : 1,737 million de téléspectateurs[30] (première diffusion)

- Kathryn Newton (Claire Novak)

### Épisode 21:Œil pour œil
- États-Unis : 6 mai 2015 sur The CW
- France : 
  - 5 octobre 2015 sur Série Club[9]
  - 11 mars 2017 sur M6

- États-Unis : 1,45 million de téléspectateurs[31] (première diffusion)

### Épisode 22:La Vengeance à tout prix
- États-Unis : 13 mai 2015 sur The CW
- France : 
  - 5 octobre 2015 sur Série Club[9]
  - 18 mars 2017 sur M6

- États-Unis : 1,749 million de téléspectateurs[32] (première diffusion)

### Épisode 23:Ex nihilo
- États-Unis : 20 mai 2015 sur The CW[33]
- France : 
  - 5 octobre 2015 sur Série Club[9]
  - 25 mars 2017 sur M6

- États-Unis : 1,73 million de téléspectateurs[34] (première diffusion)